# Charles und Lucie
Charles und Lucie  (französisch: Charles et Lucie) ist ein französischer Film aus dem Jahr 1979. Regie führte Nelly Kaplan.

## Inhalt
Das Versprechen auf eine Erbschaft führt Charles und Lucie nach Marseille. Dort erfahren sie, dass es diese Erbschaft nicht gibt, und sie müssen dort notgedrungen das Leben von Landstreichern führen.
Zuerst wollen sie in einem Beichtstuhl übernachten, aber dort wird Charles von einem Mann mit Pistole bedroht. Sie versuchen es auf einem Boot, das aber am Morgen schon auf die See herausfährt. Als sie zurückkehren, entführen sie einen Bus, in dem sich außer ihnen nur der Busfahrer aufhält.
Später ziehen sie mit einer Wahrsagerin umher und betrachten den grünen Strahl, während die Kugel der Wahrsagerin leuchtet. Charles und Lucie übernachten danach auf einer Wiese. Als Charles aber ein Lagerfeuer entzünden will, wird dies von einem Löschflugzeug gelöscht. Da die Kleidung von Charles und Lucie unbrauchbar geworden ist, kleiden sie sich neu ein, indem sie sich die Kleidung einer Vogelscheuche teilen. Sie treten in einem Bistro auf, wo sie ihre Geschichte, angereicht mit ein paar Übertreibungen, erzählen, um sich Geld zu verdienen.
Am Ende des Filmes sieht man Charles und Lucie alleine auf einem Feld, wo sie die Lumpen gegen hochwertige Kleidung auswechseln. Bevor sie in ihrem Geländewagen davonfahren, sagt Charles, diese Nummer werden sie auch in den nächsten Städten durchziehen und vielleicht damit bis nach Hollywood kommen.

## Kritik
„Ebenso amüsante wie anrührende Komödie, die sehr einfühlsam mit ihren Verlierertypen umgeht.“